# هرموبوليس
هرموبوليس (باليونانية: Ερμούπολη)‏ أو إرموبولي مدينة يونانية تقع ضمن جزيرة سيروس، وهي عاصمة مقاطعة الكيكلادس.

## الموقع والتسمية
تقع المدينة على الساحل الغربي لجزيرة سيروس، وهي من أكبر مدن جزر الكيكلادس في جنوب بحر إيجة. وتعود تسمية المدينة إلى هرمز وتعني باليونانية «مدينة هيرميز» (Ἑρμοῦ πόλις)، وفي اللاتينية اسمها Hermoupolis.

## التاريخ
أنشئت المدينة في عشرينيات القرن التاسع عشر أثناء انتفاضة استقلال اليونان بجانب بلدة آنو سيروس، وسرعان ما أصبحت مركزاً تجارياً وصناعياً هاماً في اليونان، وازدهرت فيها صناعة بناء السفن، وكانت مركز نقل مهم في بحر إيجة.
تراجعت أهمية هرموبوليس بعد بروز بيرايوس كمركز بحري وصناعي في اليونان، ولكنها استعادت أهميتها مؤخراً كمركز سياحي وخدمي.

## معرض صور

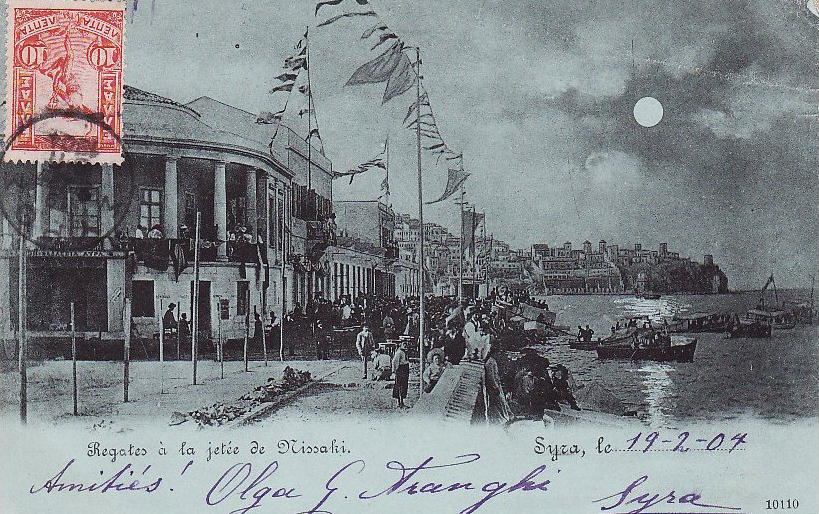
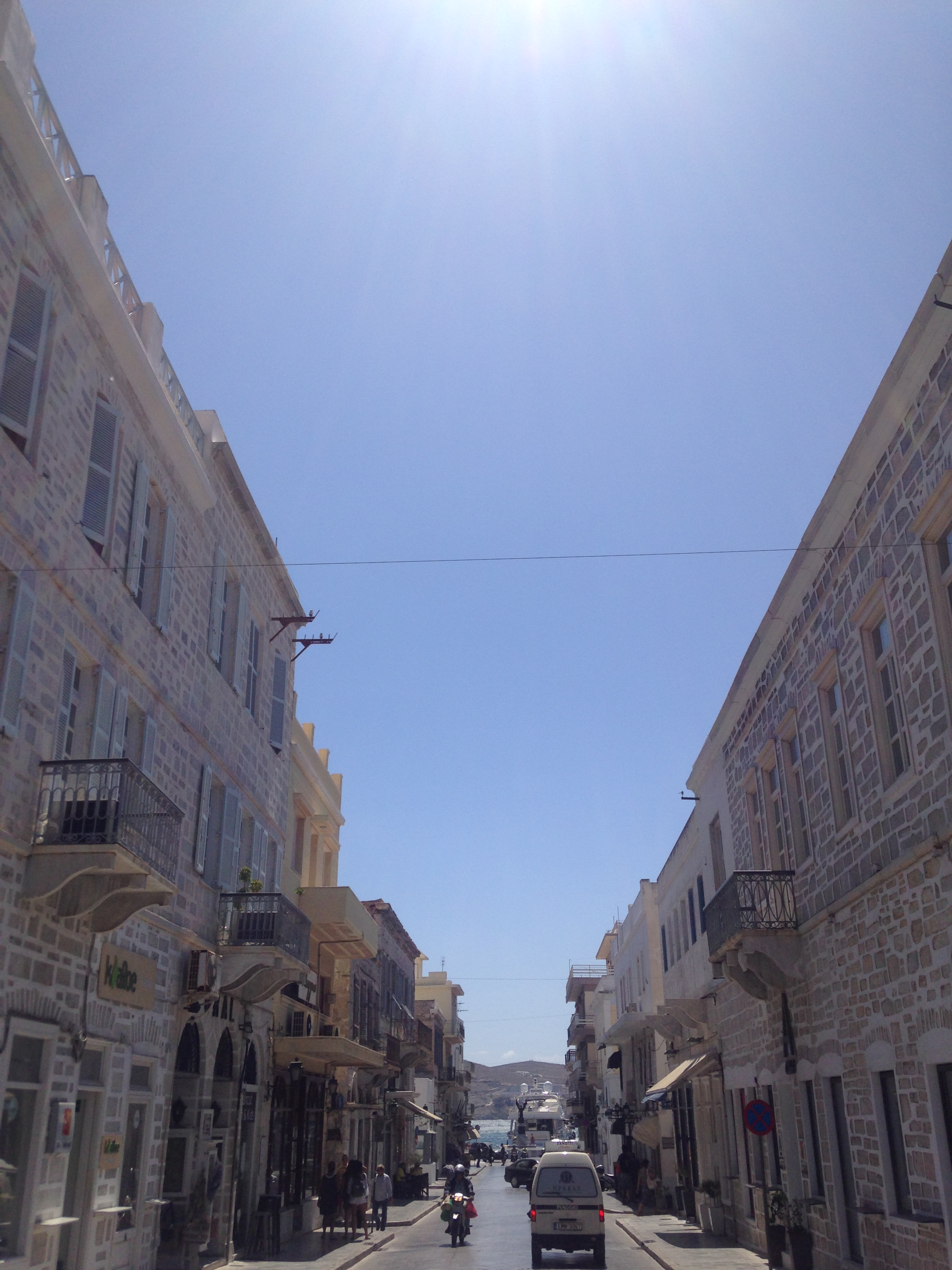
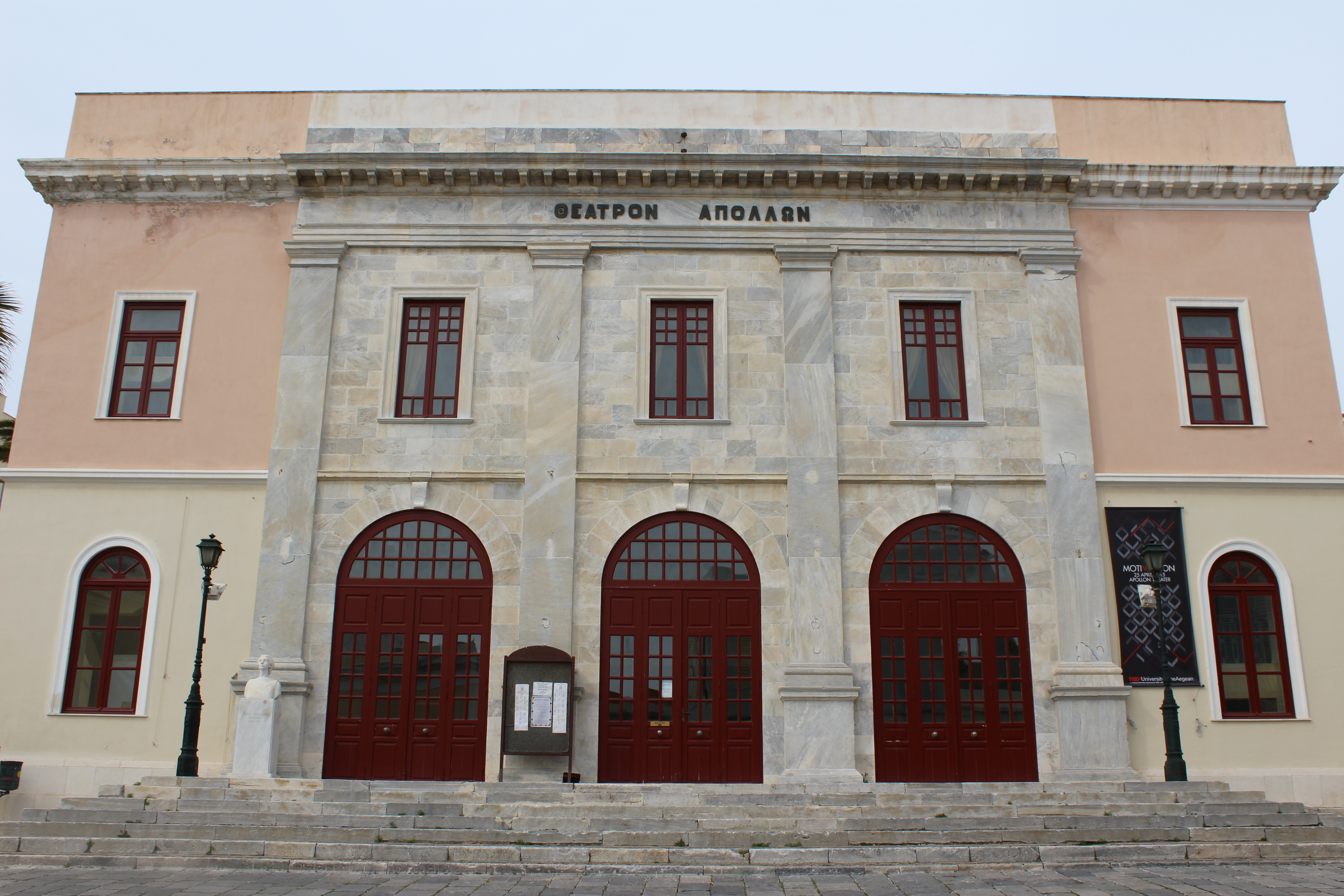
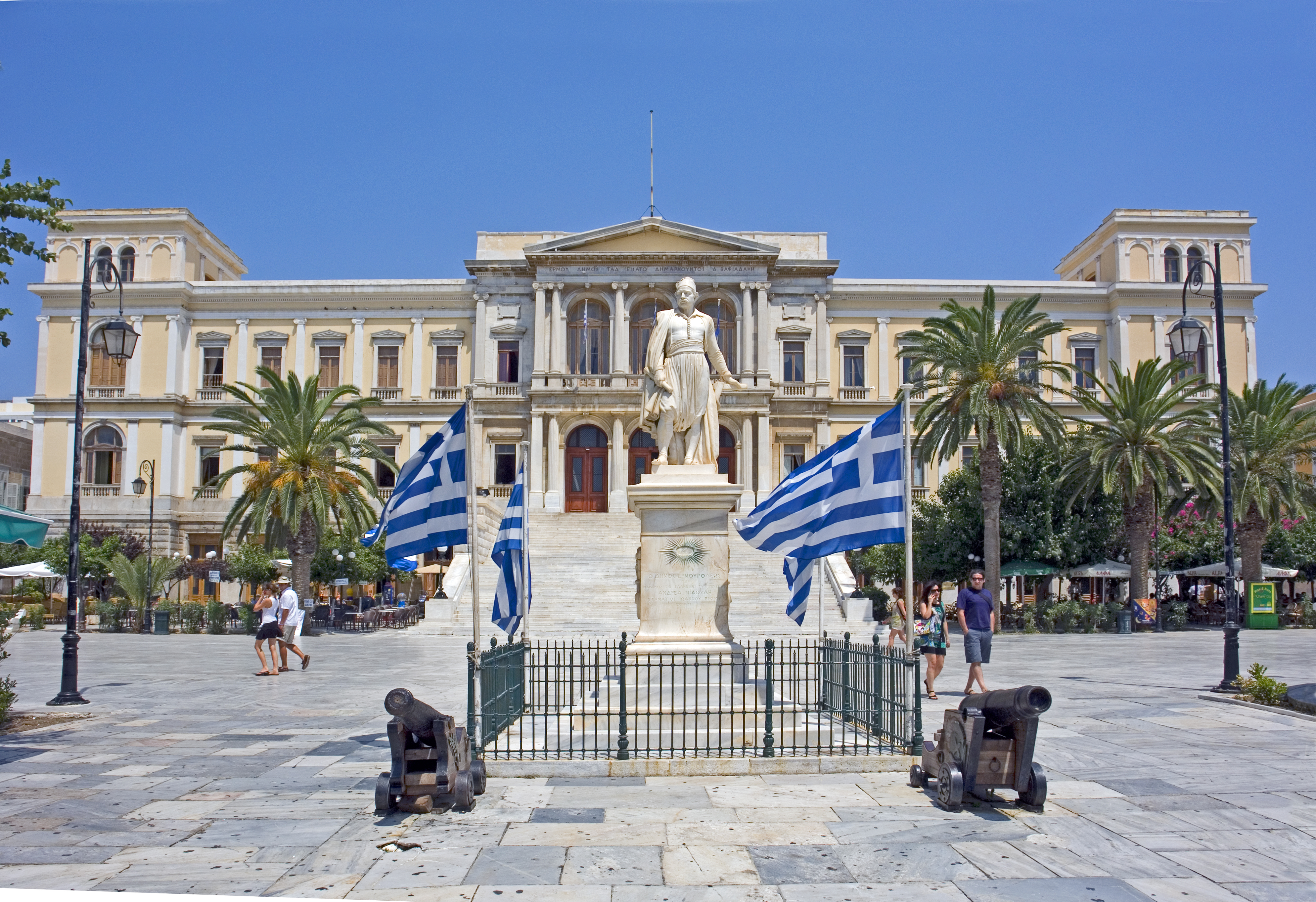

## توأمة
لهرموبوليس اتفاقيات توأمة مع:
- إل بويرتو دي سانتا ماريا

## أعلام
- ديمتريوس فيكيلاس